# Фернандо Солана Моралес
Фернандо Солана Моралес (ісп. Bartolomé Carbajal y Rosas; 8 лютого 1931, Мехіко, Мексиканські Сполучені Штати — 23 березня 2016, там же) — мексиканський державний діяч, міністр закордонних справ Мексики (1988—1993).

## Життєпис
Закінчив Національний автономний університет Мексики. Потім працював професором факультетів економіки, філософії і політичних наук, а також обіймав посаду генерального секретаря Університету (1966—1970).
Був директором з планування і фінансування Національної компанії популярного проживання (CONASUPO), а потім працював в адміністрації Національного банку Мексики.
Неодноразово входив до складу уряду Мексики:
- 1976—1977 рр. — міністр торгівлі,
- 1977—1982 рр. — міністр освіти. У цей період були створені Національний коледж технічного професійної освіти і Національний інститут освіти для дорослого населення,
- 1982—1988 рр. — генеральний директор Національного банку Мексики (Banamex), найбільшого приватного банку країни, який був до цього націоналізований попереднім урядом,
- 1988—1993 рр. — міністр закордонних справ,
- 1993—1994 рр. — міністр освіти,
- 1994—2000 рр. — мексиканський сенатор. Голова комісії з міжнародних справ.

В кінці терміну своїх сенатських повноважень став директором Мексиканської фонду освіти і розвитку, також був президентом мексиканського ради з міжнародних справ. Входив до складу правлінь ряду найбільших мексиканських корпорацій. Національний автономний університет Мексики присвоїв йому почесний докторський ступінь.
Він помер 23 березня від 2016 у Мехіко.